# Serie A 1976 (Ecuador)
La Serie A 1976 è stata la 18ª edizione della massima serie del campionato di calcio dell'Ecuador, ed è stata vinta dall'El Nacional, giunto al suo terzo titolo.

## Formula
La prima fase è a 10 partecipanti, che si affrontano in un girone all'italiana; le prime tre si qualificano alla fase finale, e prendono dei punti bonus, da utilizzare nella fase finale, a seconda della loro posizione: il primo ne ottiene 3, il secondo 2 e il terzo 1. La seconda fase ricalca l'andamento della prima, con le due squadre vincitrici della prima fase della Serie B a sostituire le due retrocesse. La fase finale vede le 6 squadre qualificate (furono 4 giacché Deportivo Cuenca ed El Nacional riuscirono a classificarsi nelle prime tre sia nella prima che nella seconda fase) disputarsi il titolo.

## Prima fase
|  | Pos. | Squadra              | Pt | G  | V  | N | P  | GF | GS | DR  |
|  | ---- | -------------------- | -- | -- | -- | - | -- | -- | -- | --- |
|  | 1.   | El Nacional          | 28 | 18 | 13 | 2 | 3  | 36 | 21 | +15 |
|  | 2.   | Emelec               | 23 | 18 | 9  | 5 | 4  | 29 | 24 | +5  |
|  | 3.   | Deportivo Cuenca     | 21 | 18 | 8  | 5 | 5  | 34 | 21 | +13 |
|  | 3.   | Audaz Octubrino      | 21 | 18 | 8  | 5 | 5  | 30 | 27 | +3  |
|  | 5.   | LDU Quito            | 18 | 18 | 6  | 6 | 6  | 26 | 22 | +4  |
|  | 6.   | Barcelona SC         | 16 | 18 | 5  | 6 | 7  | 26 | 20 | +6  |
|  | 6.   | Universidad Católica | 16 | 18 | 6  | 4 | 8  | 26 | 22 | +4  |
|  | 6.   | Aucas                | 16 | 18 | 6  | 4 | 8  | 18 | 28 | -10 |
|  | 9.   | América de Quito     | 12 | 18 | 4  | 4 | 10 | 23 | 36 | -13 |
|  | 10.  | Nueve de Octubre     | 9  | 18 | 3  | 3 | 12 | 11 | 38 | -27 |

El Nacional 3 punti bonus; Emelec 2; Deportivo Cuenca 1.

## Seconda fase
Carmen Mora e Deportivo Quito promosse in qualità di vincitrici della prima fase della Serie B.

|  | Pos. | Squadra              | Pt | G  | V  | N | P  | GF | GS | DR  |
|  | ---- | -------------------- | -- | -- | -- | - | -- | -- | -- | --- |
|  | 1.   | El Nacional          | 25 | 18 | 10 | 3 | 5  | 35 | 19 | +16 |
|  | 2.   | LDU Quito            | 21 | 18 | 8  | 5 | 5  | 27 | 21 | +6  |
|  | 2.   | Deportivo Cuenca     | 21 | 18 | 8  | 4 | 6  | 28 | 20 | +8  |
|  | 4.   | Emelec               | 20 | 18 | 6  | 7 | 5  | 23 | 19 | +4  |
|  | 4.   | Aucas                | 20 | 18 | 7  | 5 | 6  | 22 | 27 | -5  |
|  | 4.   | Barcelona SC         | 20 | 18 | 6  | 6 | 6  | 24 | 21 | +3  |
|  | 7.   | Carmen Mora          | 19 | 18 | 5  | 7 | 6  | 22 | 27 | -5  |
|  | 8.   | Universidad Católica | 15 | 18 | 5  | 6 | 7  | 20 | 22 | -2  |
|  | 9.   | Deportivo Quito      | 10 | 18 | 5  | 6 | 7  | 18 | 26 | -8  |
|  | 10.  | Audaz Octubrino      | 11 | 18 | 3  | 5 | 10 | 17 | 34 | -17 |

El Nacional 3 punti bonus; LDU Quito 2; Deportivo Cuenca 1.

## Fase finale
Punti bonus: El Nacional 6, Deportivo Cuenca 2, Emelec 2, LDU Quito 2.

|                    | Pos. | Squadra          | Pt | G | V | N | P | GF | GS | DR |
| ------------------ | ---- | ---------------- | -- | - | - | - | - | -- | -- | -- |
| Ecuador (bandiera) | 1.   | El Nacional      | 14 | 6 | 3 | 2 | 1 | 8  | 6  | +2 |
|                    | 2.   | Deportivo Cuenca | 9  | 6 | 3 | 1 | 2 | 5  | 4  | +1 |
|                    | 2.   | Emelec           | 9  | 6 | 3 | 1 | 2 | 6  | 8  | -2 |
|                    | 4.   | LDU Quito        | 4  | 6 | 1 | 0 | 5 | 6  | 7  | -1 |

### Spareggio per la Libertadores

#### Andata
| Cuenca                                              | Deportivo Cuenca | 2 – 0 referto | Emelec | Estadio Alejandro Serrano Aguilar |
| \| \| \| \| \| Liciardi 46’, 89’ \| Marcatori \| \| |                  |               |        |                                   |
|                                                     |                  |               |        |                                   |
| Liciardi 46’, 89’                                   | Marcatori        |               |        |                                   |

#### Ritorno
| Guayaquil | Emelec | 0 – 0 referto | Deportivo Cuenca | Estadio Modelo Alberto Spencer Herrera |

## Verdetti
- El Nacional campione nazionale
- El Nacional e Deportivo Cuenca in Coppa Libertadores 1977
- América, 9 de Octubre, Deportivo Quito e Audaz Octubrino retrocessi.

## Classifica marcatori
| Gol |  |  | Giocatore      | Squadra          |
| --- |  |  | -------------- | ---------------- |
| 35  |  |  | Ángel Liciardi | Deportivo Cuenca |